# Saxifraga globulifera
Saxifraga globulifera — вид рослин родини ломикаменеві. 

## Ареал
Рослина росте на півдні Іспанії на вапнякових скелях і кручах. Гібралтарський різновид є ендеміком Гібралтарського заповідника. Населяє Атлаські гори.

## Опис
Листя залозисто-волосисте, від 5 до 15 міліметрів у довжину. Стебла від 7 до 12 сантиметрів висотою містять від трьох до семи невеликих з білими пелюстками квітів.